# Monobremia subterranea
Monobremia subterranea är en tvåvingeart som beskrevs av Jean-Jacques Kieffer 1913. Monobremia subterranea ingår i släktet Monobremia och familjen gallmyggor. Inga underarter finns listade i Catalogue of Life. Den förekommer i Europa; på Brittiska öarna, i Nederländerna och Frankrike, samt i Lettland, västra Ryssland och Rumänien.